# 谢尔比维尔 (肯塔基州)
谢尔比维尔（英語：Shelbyville），是美国肯塔基州的一座城市。建立于1792年，面积约为21.2平方公里（8.2平方英里）。根据2010年美国人口普查，该市的人口为14,045人。